# 卓嘎 (1961年)
卓嘎（藏語：སྒྲོལ་དཀར་，威利转写：sgrol dkar，藏语拼音：Zhoigar，1961年9月—），女，藏族，西藏隆子人，中华人民共和国政治人物，中国共产党党员，第十三届全国人民代表大会西藏自治区代表。

## 生平
- 1988年至2011年担任玉麦乡乡长
- 2018年被选为西藏自治区出席第十三届全国人民代表大会代表[2][3]。
- 2021年获颁七一勋章。[4]